# Titanoboa
Titanoboa (nghĩa là "trăn khổng lồ") là một chi trăn từng sinh sống khoảng từ 60 tới 58 triệu năm trước sau thời điểm khủng long tuyệt chủng, trong thế Paleocen. Loài duy nhất đã biết có danh pháp Titanoboa cerrejonensis, loài trăn to lớn nhất được phát hiện từ trước tới nay. Bằng cách so sánh kích thước và hình dáng cột sống đã hóa thạch của nó với cột sống của các loài trăn hiện đại, T. cerrejonensis khi trưởng thành có thể dài 12,75m - 14,93m (43 ft), cân nặng khoảng 705kg - 1165 kg(2000 - 2.500 - pao) và rộng khoảng 1 m (3,3 ft) tại điểm dày nhất trên cơ thể nó. Các hóa thạch của 28 cá thể T. cerrejonensis đã được tìm thấy trong các mỏ than tại Cerrejón ở miền bắc Colombia vào năm 2009. Trước khi có phát hiện này, một ít hóa thạch các động vật có xương sống thuộc thời kỳ Paleocen cũng đã được tìm thấy trong các môi trường nhiệt đới cổ đại ở Nam Mỹ. Loài này có họ với trăn khổng lồ Nam Mỹ.
Các hóa thạch này được phát hiện trong chuyến thám hiểm của một đội các nhà khoa học quốc tế dưới sự chỉ đạo của Jonathan Bloch, một nhà cổ sinh học chuyên về động vật có xương sống của Đại học Florida và Carlos Jaramillo, một nhà cổ thực vật học từ Viện Nghiên cứu Nhiệt đới Smithsonian ở Panama.
Do trăn, rắn là động vật máu lạnh, phát hiện này hàm ý rằng khu vực nhiệt đới, môi trường sinh sống của sinh vật này khi đó phải ấm hơn so với các nhà khoa học đã nghĩ trước đó, trung bình khoảng 32 °C (90 °F)

## So sánh kích thước
Khí hậu ấm áp hơn của Trái Đất trong thời kỳ của Titanoboa đã cho phép các loài rắn máu lạnh có được kích thước to lớn hơn so với kích thước của rắn ngày nay. Con to lớn nhất trong số 28 con rắn này dài khoảng 12,75 tới 14,9m (37 tới 50 ft). Để so sánh, những loài rắn to lớn nhất còn sinh tồn ngày nay là trăn gấm (Python reticulatus) với chiều dài khoảng 9,75 m (30 ft) và trăn anaconda xanh (Eunectes murinus) với chiều dài khoảng 9,3 m (24,6 ft).